# La vendicatrice (film)
La vendicatrice (Vendetta) è un film del 1950 diretto da Mel Ferrer.
Il film, prodotto da Howard Hughes, ebbe una lavorazione travagliata: fu iniziato da Max Ophüls nel 1946 ma fu licenziato. Fu continuato da Preston Sturges, poi da Stuart Heisler ed in seguito da Paul Weatherwax. La versione definitiva è attribuita a Mel Ferrer.
La pellicola si ispira al romanzo Colomba (1840), di Prosper Mérimée.